# Huerta de Rey
Huerta de Rey és un municipi de la província de Burgos, a la comunitat autònoma de Castella i Lleó.

## Demografia
| 1991 | 1996 | 2001 | 2004 |
| ---- | ---- | ---- | ---- |
| 1202 | 1203 | 1200 | 1208 |